# Кевін Родрігес
Кевін Родрігес (порт. Kévin Rodrigues, нар. 5 березня 1994, Байонна) — португальський та французький футболіст, захисник клубу «Реал Сосьєдад» та національної збірної Португалії.

## Клубна кар'єра
Народився 5 березня 1994 року в французькому місті Байонна в родині португальців. Вихованець юнацьких команд футбольних клубів «Байонна» та «Тулуза».
20 травня 2012 року Родрігес дебютував за основну команду «Тулузи» в грі Ліги 1 проти «Аяччо» (0:2), замінивши на 70 хвилині Адр'єна Регаттена. В наступному сезоні 2012/13 зіграв ще один матч за клуб у чемпіонаті, але закріпитись так і не зумів. В підсумку 30 липня 2014 року Кевін змушений був перейти в «Діжон», з яким підписав свій перший у кар'єрі професійний контракт, але і в цьому клубі основним гравцем не став, зігравши за сезон 2014/15 лише дві гри у Лізі 2, а також три гри у національному Кубку і один в кубку ліги.
2015 року перейшов в іспанський «Реал Сосьєдад», але перші два сезони грав за дублюючу команду у Сегунді Б. За першу команду дебютував 29 січня 2017 року в матчі Ла Ліги проти мадридського «Реалу» (0:3). 1 березня 2017 року Родрігес продовжив свій контракт з клубом до 2020 року і переведений до першої команди перед початком сезону 2017/18 кампанії. Станом на 2 грудня 2018 року відіграв за клуб із Сан-Себастьяна 28 матчів в національному чемпіонаті.

## Виступи за збірні
На початках Кевін вирішив грати за збірну країни свого народження і грав у складі юнацької збірної Франції до 18 і 19 років, ставши з другою з них фіналістом юнацького чемпіонату Європи 2013 року. Всього взяв участь у 12 іграх на юнацькому рівні, відзначившись 2 забитими голами.
Не граючи за молодіжну збірну Франції, Родрігес в листопаді 2016 року погодився на запрошення від молодіжної збірної Португалії, країни народження своїх батьків, з якою наступного року був учасником молодіжного чемпіонату Європи 2017 року. Всього на молодіжному рівні зіграв у 5 офіційних матчах.
10 листопада 2017 року дебютував в офіційних матчах у складі національної збірної Португалії в товариській грі проти Саудівської Аравії (3:0).
| Дата       | Місто     | Господарі  | Результат | Гості             | Турнір                               | Голи | Примітки |
| ---------- | --------- | ---------- | --------- | ----------------- | ------------------------------------ | ---- | -------- |
| 10-11-2017 | Візеу     | Португалія | 3 – 0     | Саудівська Аравія | товариський матч                     | -    |          |
| 14-10-2018 | Лондон    | Шотландія  | 1 – 3     | Португалія        | товариський матч                     | -    |          |
| 20-11-2018 | Гімарайнш | Португалія | 1 – 1     | Польща            | Ліга націй УЄФА 2018-2019 - 1-й етап | -    |          |
| Усього     |           | Матчів     | 3         |                   | Голів                                | 0    |          |